# Route territoriale 22
Pour les articles homonymes, voir T22 et Route 22.
La route territoriale 22, ou RT 22, est une route territoriale française constituant l'accès nord d'Ajaccio en évitant le détour par l'aéroport depuis Automne 2014, créée dans le cadre du schéma directeur des routes territoriales de Corse 2011-2021,. Sa longueur est de six kilomètres.
La RT 22 fut précédemment numérotée RN 194 sans aucun lien avec l'ancienne Route nationale 194 devenue RD 69 entre Sartène et le col de la Serra.